# Vadans (Jura)
Vadans ist eine französische Gemeinde mit 307 Einwohnern (Stand 1. Januar 2022) im Département Jura in der Region Bourgogne-Franche-Comté; sie gehört zum Arrondissement Dole und zum Kanton Arbois.
Auf einem Felsen oberhalb des Dorfes liegt das Château de Vadans, das 1638 von den Franzosen belagert und niedergebrannt wurde. Von ihm blieb lediglich der Donjon erhalten.

## Geschichte
Vadans, das gallorömische „Valduacum“, kam 1160 in den Besitz der Grafen von Pfirt, die es von Friedrich Barbarossa erwarben, nachdem sie Amance verloren hatten. Da die Besitzer der Burg diese gerne zur Versorgung ihrer Töchter einsetzten, blieb Vadans niemals lange in einer Familie: auf die Grafen von Pfirt folgten die Grafen von Mâcon und Vienne, die Herren von Salins, die Vadans wiederum an die Herren von Vergy vererbte. Von den Vergy gelangte Vadans im 14. Jahrhundert an das Haus Poitiers-Valentinois, für die die Herrschaft Vadans schließlich zur Baronie erhoben wurde.

## Herren von Vadans
- Ludwig I., Graf von Pfirt, † 1180, 1160 Seigneur de Vadans (Haus Scarponnois)
- Ludwig II. von Pfirt, dessen Sohn, † 1189 auf dem Kreuzzug, Graf von Pfirt, Seigneur de Vadans 1187/88
- Gérard de Mâcon, 1189/1200 bezeugt, Seigneur de Vadans (Stammliste des Hauses Burgund-Ivrea); ⚭ Perrette (von Pfirt), sie heiratete in zweiter Ehe Thibaut I., Seigneur de Neufchatel, † 1268
- Gérard II., dessen Neffe, 1202 /20 bezeugt, † vor 1224, Graf von Mâcon und Vienne, Seigneur deVadans
- Jean l’Antique / Jean le Sage, † 1267, Graf von Chalon bis 1237, dann Herr von Salins, Vetter zweiten Grades von Gérard II.
- Elisabeth de Salins, dessen Tochter, † 1277 im Château de Vadans,  ⚭ I Henri de Vienne, Seigneur  Montmorot et de Vadans, † 1233 ; ⚭ II Ulrich II. Graf von Pfirt, † 1275, geschieden ;⚭ III Henri de Vergy, Seigneur de Mirebeau, † 1263, Seneschall von Burgund (Haus Vergy)
- Guillaume II. de Vergy, dessen Sohn, Seneschall von Burgund
- Henri II. de Vergy, dessen Sohn, † 1333, Seneschall von Burgund
- Marguerite de Vergy, dessen Tochter, Dame de Vadans, ⚭ Louis I. de Poitiers, Comte de Valentinois 1319, X 1345 (Haus Poitiers-Valentinois)
- Charles I. de Poitiers, Bruder von Louis I., Seigneur de Saint-Vallier, zuletzt 1410 in Vadans bezeugt
- Philippe I. de Poitiers-Valentinois, dessen Sohn, um 1420, Seigneur de Vadans

Die Nachkommen von Philippe I. sind die Barone von Vadans, † 1715; zur Familie gehört auch Diane de Poitiers, die Mätresse des Königs Heinrich II.

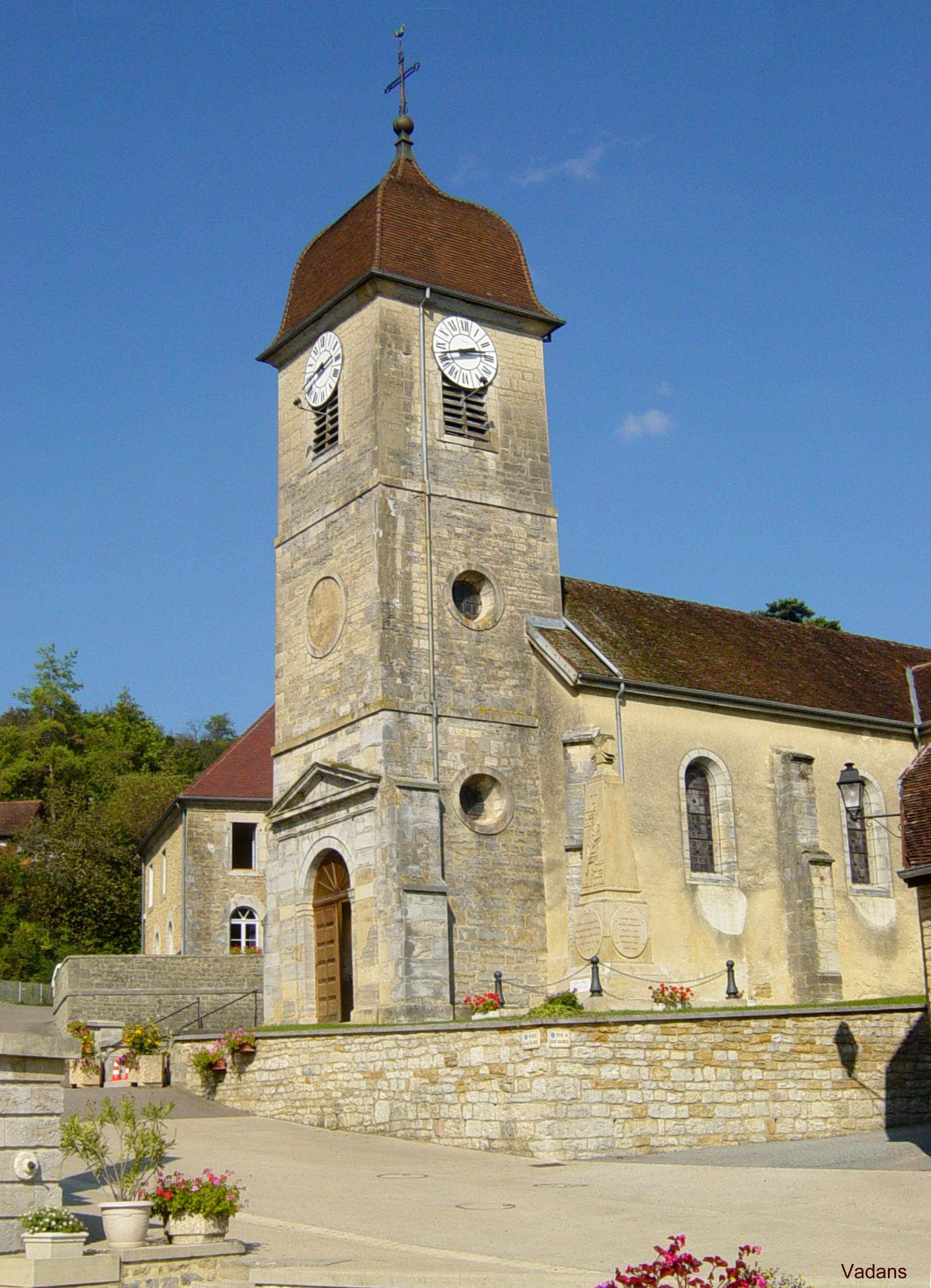
Kirche Saint-Maurice

## Bevölkerungsentwicklung
| Jahr                       | 1962 | 1968 | 1975 | 1982 | 1990 | 1999 | 2006 | 2017 | 2021 |
| -------------------------- | ---- | ---- | ---- | ---- | ---- | ---- | ---- | ---- | ---- |
| Einwohner                  | 209  | 212  | 204  | 211  | 256  | 268  | 278  | 278  | 304  |
| Quellen: Cassini und INSEE |      |      |      |      |      |      |      |      |      |

## Wirtschaft
Die Rebflächen in Vadans sind Teil des Weinanbaugebietes Jura. Sie berechtigen zur Vermarktung unter der AOC Arbois.

## Persönlichkeiten
- Claude Dejoux (1732–1816), Bildhauer
- Petrisor Mazilu (1942–2021), Wissenschaftler

## Belege
1. ↑  Dekret des Ministeriums für Landwirtschaft, Ernährung, Fischerei vom 14. Oktober 2009 (Memento des Originals vom 4. September 2014 im Internet Archive)  Info: Der Archivlink wurde automatisch eingesetzt und noch nicht geprüft. Bitte prüfe Original- und Archivlink gemäß Anleitung und entferne dann diesen Hinweis.